# Maku, Iran
Maku este un oraș din Iran.